# Acroricnus seductor
Acroricnus seductor là một loài tò vò trong họ Ichneumonidae.